# Glawen Clattuc
Glawen Clattuc est le personnage de fiction principal des Chroniques de Cadwal (quatre tomes) écrit par l'écrivain américain Jack Vance.

## Clattuc
Comme tous les Clattuc qui se font une fierté d'agir ainsi, Glawen est un jeune homme courageux qui n'hésite pas à dire ce qu'il pense, et à faire ce qu'il dit.
Sérieux et travailleur, quand il fait quelque chose, il s'y investit au maximum de ses capacités, que ce soit ses études scolaires ou il excelle, ou bien les enquêtes qu'il mène.
Lorsqu'il n'était encore qu'un bébé, sa mère Marya est morte noyée, et c'est son père, Scharde Clattuc qui l'a élevé. Son ascendance moitié de Cadwal, moitié hors-planète lui donne un Indice de Statut assez élevé qui risque de compromettre son avenir.
Son père, capitaine des forces de sécurité du bureau B d'Araminta lui a donné le goût de la justice, et de nombreux conseils pour affronter la vie.
Pas très strict mais loin d'être laxiste, Scharde l'a éduqué dans la manière Clattuc : politesse et courage, mais aussi dans d'autres aspects plus subtils, comme comment se comporter en société, mener méticuleusement une enquête, raisonner logiquement...
Glawen est un garçon discret, loin d'être ostentatoire, ce qui n'empêche pas que ses supérieurs aient une haute opinion de lui et d'avoir de nombreux amis, mais aussi des ennemis jaloux.

## Enquêtes
Il était amoureux de Sessily Veder, mais celle-ci est enlevée, violée et assassinée. Glawen se lance alors dans une quête de justice, de vérité et de vengeance. Déterminé à retrouver celui qui a fait ça, il rassemble les preuves aux côtés de son père. Il finira par découvrir l'horrible vérité sur le sort de Sessily, à savoir être enfermée une fois morte dans une cuve de vin et expédié on ne sait où.
L'enquête piétine, et Glawen est chargé de se pencher sur un autre cas : des meurtres de Yips prémédités lors d'excursions ayant pour thème la "Joie Parfaite", en réalité une organisation amorale et fort coûteuse pour ses participants.
Après avoir un temps joué les espions sur Yipton, Glawen part donc hors-planète avec Kirdy Wook pour assistant. Mais l'affaire s'avère dangereuse car Kirdy lui voue une haine irrépressible. D'ailleurs ce dernier ne tarde pas à lui fausser compagnie dès que l'occasion se présente et à l'abandonner à son sort. Glawen est capturé par un ordre d'androgynes sectaires, et passe deux mois enfermé dans le caveau du plus célèbre pirate de l'univers.
Il parvient à s'échapper, et à apprendre la terrible vérité : les organisateurs des excursions perverses et meurtrières sont en réalité des gens qu'il croisait régulièrement sur Cadwal.

## Retour
De retour chez lui, il apprend qu'en son absence son père a disparu sans laisser de traces, qu'il a été rabaissé au rang de "collatéral" à cause de son IS, et que Kirdy, bien vivant, est toujours là, après l'avoir déclaré mort il y a un mois de cela.
Glawen entreprend alors de faire justice, il traîne ses adversaires en procès, assène les preuves de la vérité, et grâce au soutien de son chef parvient à obtenir gain de cause et à regagner son rang et sa position. Il découvre aussi que Kirdy était l'assassin de Sessily Veder. Quand Kirdy tente de le tuer pour se venger, il le précipite à la mer et Kirdy se noie.
En outre, Glawen arrache des informations à Floreste, le maître des Mimes et l'un des organisateurs des expéditions de la "Joie Parfaite". Il apprend de celui-ci que son père est bien vivant mais retenu prisonnier en échange de la promesse de retirer sa plainte et de consacrer la fortune de Floreste, exécuté le lendemain, à la création d'un Orphée (théâtre monumental).